# Hi! School-Love On
Hi! School-Love On (en hangul, 하이스쿨-러브온; romanización revisada, Haiseukul-leobeuon) también conocida como: High School-Love On, es una serie de televisión surcoreana emitida durante 2014 y protagonizada por Kim Sae Ron, Nam Woo Hyun y Lee Sung Yeol, estos dos últimos integrantes de la banda Infinite.
Fue emitida por KBS 2TV desde el 11 de julio hasta el 19 de diciembre de 2014, con una longitud de 20 episodios emitidos cada viernes a las 20:55 (KST). La serie cuenta la experiencia de un ángel que por accidente se convierte en humano y debe aprender a convivir con todos los problemas que conlleva esto.

## Argumento
La historia gira en torno a dos historias, Woo Hyun anhela volver a ver a su madre, que lo abandonó cuando era pequeño y vive con su abuela, mientras Sungyeol vive con una madrastra que él detesta y a quien culpa constantemente de la ruptura del matrimonio de sus padres. Woo Hyun es muy popular en la secundaria mientras que Sung Yeol es estudioso y le va bien académicamente, pero es despectivo y constantemente falta el respeto a sus padres, es distante de sus compañeros de clase, sus historias se unen tras la llegada del ángel (Kim Sae Ron).
Un día el ángel llega a la azotea de la escuela donde estaba Woo Hyun intentando salvar a Jin Yeon que está a punto de suicidarse, pero ocurre una tormenta inesperada y de pronto se le cae el libro donde aparece quien va a morir que oscila entre Woo Hyun y Jin Yeon, ella baja a buscarlo y al tenerlo en sus manos se da cuenta de que quien debe morir es Woo Hyun, una vez allí Woo Hyun cae por accidente al intentar salvar a Jin Yeon; instintivamente el ángel usa sus poderes para salvar su vida, sin embargo ambos se estrellan en el capó de un automóvil donde quedaron inconscientes como causa de haber salvado a Woo Hyun ella se convierte en un humano. Con el paso del tiempo la relación de compañeros, se forma un triángulo amoroso entre Seúl Bi, Woo Hyun y Sung Yeol, enfrentado a estos dos últimos por el amor de ella.

## Reparto

### Personajes principales
- Kim Sae Ron como Lee Seul Bi: Era un ángel que guiaba a los muertos hasta el cielo, originalmente no tiene nombre ni edad, durante la mayor parte del tiempo se dedicaba a ver dramas en los televisores de las tiendas y a definir el destino de los demás, pero una vez que se convierte en humano trabaja en el restaurante de la abuela de Woo Hyun y estudia en la misma escuela que él, los demás piensan que ella sufre de amnesia y que no puede recordar nada.[3]
- Nam Woo Hyun como Shin Woo Hyun: Un joven de 18 años, estudiante de secundaria, vive con su abuela tras ser abandonado cuando pequeño por su madre biológica y tiene habilidades para el canto.
- Lee Sung Yeol como Hwang Sung Yeol: Un joven de 18 años estudiante de secundaria, vive con su madrastra y su padre biológico, es bastante solitario, tiene habilidades con la música y suele constantemente faltar el respeto a sus padres.
- Lee Joo Shil como Señora Gong: Es la abuela paterna de Woo hyun, tiene 70 años y posee una enfermedad grave, pero nadie más que ella sabe porque no quiere preocupar a Woo Hyun, junto a él manejan un restaurante y él la ayuda en los repartos a domicilio.
- Choi Soo Rin como Ahn Ji Hye: Es la profesora de ética y educación cívica de la secundaria, está casada con Woo Jin, además es la madrastra de Sung Yeol y madre biológica de Woo hyun, a quien abandono cuando pequeño.
- Cho Yeon Woo como Hwang Woo Jin: Tiene 47 años, es policía y padre biológico de Sung Yeol.

### Personajes secundarios
Estudiantes
- Shin Hyun Tak como Kang Ki Soo.
- Kim Young Jae como Choi Jae Suk.
- Kim Min Young como Na Young Eun.
- Na Hae Ryung como Lee Ye Na.
- Kim Ji Ah como Lee Da Yool.
- Kim Min Seok como Park Byung Wook.
- Baek Seung Hun como Yang Tae Ho.
- Jung Yoo-min como Kim Joo Ah.[4]
- Chang Jae como Lee Suk Hoon.
- Lee Shi Hoo como Ko Chun Sik.
- Song Ji-ho como Seo Yo Han.[5]

Profesores
- Kim Kwang Sik como Kim Kwang Shik.
- Han Soo Yun como Choi So Jin.
- Lee Jun-hyeok como Han Dong-geun.
- Lee Chang Joo como Chun Chang Joo.
- Choi Sung Gook como Ángel humano.
- Fabian como Phillip.

### Otros personajes
- Kang Sung Ah como Han Jung Min.
- Cho Ah como Jin Young.
- Kim Ye Boon como Choi Sung Kook.
- Baek Soo-hee como Eun-bi.[6]

## Emisión Internacional
- Hong Kong: Now Entertainment (desde el 13 de octubre hasta el 9 de noviembre de 2015).
- Tailandia: PPTV (2015).[7]